# فلسطين: سلام لا فصل عنصري (كتاب)
فلسطين: سلام لا فصل عنصري (بالإنجليزية: Palestine: Peace Not Apartheid)‏  هو كتاب من تأليف الرئيس التاسع والثلاثين للولايات المتحدة جيمي كارتر. نشرته سايمون وشوستر في نوفمبر 2006.

استضاف كارتر خلال فترة رئاسته محادثات بين رئيس وزراء إسرائيل، مناحيم بيغن، ورئيس مصر، أنور السادات، أدت إلى معاهدة السلام بين مصر وإسرائيل.
يجادل كارتر في هذا الكتاب بأن استمرار سيطرة إسرائيل وبناء المستوطنات كان بمثابة العقبات الرئيسية أمام اتفاقية سلام شامل في الشرق الأوسط. أثار هذا المنظور، إلى جانب استخدام كلمة الفصل العنصري في العبارة الاسمية السلام وليس الفصل العنصري، وما قاله النقاد إنها أخطاء وتحريفات في الكتاب، جدلاً. دافع كارتر عن كتابه ورد على هذا الرد «في العالم الحقيقي... كان إيجابيًا بشكل ساحق.»

## الغرض والحجة الرئيسة والنقاط الأساسية

### "الهدف النهائي"
«الغرض النهائي من كتابي هو تقديم حقائق عن الشرق الأوسط غير معروفة إلى حد كبير في أمريكا، لتسريع النقاش والمساعدة في استئناف محادثات السلام (التي غابت الآن لمدة ست سنوات) والتي يمكن أن تؤدي إلى سلام دائم لإسرائيل وجيرانها. أمل آخر هو أن اليهود والأمريكيين الآخرين الذين يشاركونهم نفس الهدف قد يكون لديهم الدافع للتعبير عن آرائهم، حتى علنًا، وربما بشكل جماعي. سأكون سعيدا للمساعدة في هذا الجهد.»

### الأطروحة: كيفية تحقيق "سلام دائم في الشرق الأوسط"
حدد كارتر «عقبتين مترابطتين أمام السلام الدائم في الشرق الأوسط»:

يدعو كارتر لوضع حد لما أسماه «هذه المأساة المستمرة»، في الفصل 17 ("الملخص")، إلى تنشيط عملية السلام على أساس «المتطلبات الأساسية» الثلاثة التالية:

فيما يتعلق باستخدام كلمة «فصل عنصري» في عنوان كتابه، قال كارتر:
فيما يتعلق باستخدام كلمة «فصل عنصري» في عنوان كتابه، قال كارتر:«إنها ليست إسرائيل. الكتاب ليس له علاقة بما يجري داخل إسرائيل، وهي ديمقراطية رائعة، كما تعلمون، حيث يضمن الجميع حقوقًا متساوية وحيث، بموجب القانون، يتمتع العرب واليهود الإسرائيليون بنفس الامتيازات بشأن إسرائيل: كان هذا هو الجزء الأكبر من الجدل لأن الناس يفترضون أن الأمر يتعلق بإسرائيل.
لم أزعم قط أن إطار الفصل العنصري موجود داخل إسرائيل على الإطلاق، وأن ما هو موجود في الضفة الغربية يقوم على محاولة الاستيلاء على الأراضي الفلسطينية وليس على العنصرية. لذلك كان تمييزًا واضحًا للغاية.»

زعم كارتر، في تصريحات أذيعت عبر الإذاعة، أن سياسات إسرائيل ترقى إلى مستوى الفصل العنصري أسوأ من سياسة جنوب إفريقيا:

### "بعض النقاط الهامة"
في مقاله الافتتاحي «تكرار مفاتيح السلام»، الذي نُشر في صحيفة بوسطن غلوب في 20 كانون الأول/ ديسمبر 2006، لخص كارتر «بعض النقاط الهامة والرئيسة في الكتاب»:
- حدثت عدة وفيات بين المدنيين الأبرياء على كلا الجانبين، وهذا العنف وجميع الإرهاب يجب أن يتوقف
- على مدى 39 عامًا، تمتلك إسرائيل الأراضي الفلسطينية المحتلة، ومصادرة واستعمار مئات المواقع المختارة
- غالبًا ما يُستبعد الفلسطينيين المحتجين من منازلهم وأراضيهم وأماكن عبادتهم السابقة، وقد سُيطر على الفلسطينيين المحتجين وقُمعوا بشدة. هناك فصل قسري بين المستوطنين الإسرائيليين والمواطنين الفلسطينيين، مع نظام المرور المعقد المطلوب للعرب لاجتياز نقاط التفتيش [الإنجليزية] الإسرائيلية المتعددة
- بناء مسبق لجدار ضخم يمر عبر مناطق مأهولة من ما تبقى من الضفة الغربية، مبني على مساحات واسعة من الأشجار المجرفة وممتلكات العائلات العربية، ومن الواضح أنه مصمم للاستيلاء على المزيد من الأراضي ولحماية المستوطنات الإسرائيلية. (أعلنت حركة حماس وقف إطلاق النار من جانب واحد في آب / أغسطس 2004 حيث سعى مرشحوها إلى الحصول على مكاتب محلية ثم وطنية، والتي يزعمون أنها سبب تقليص الخسائر في صفوف المواطنين الإسرائيليين.)
- بالاقتران مع هذا الجدار، فإن السيطرة الإسرائيلية على وادي نهر الأردن ستطوق الفلسطينيين بالكامل في أراضيهم المنكمشة والمقسمة. لا تزال غزة المحاطة بجدار مماثل مع فتحتين فقط تحت سيطرة إسرائيل. لا يتمتع المواطنون المزدحمون بحرية الوصول إلى العالم الخارجي عن طريق الجو أو البحر أو البر
- يُحرم الشعب الفلسطيني الآن من ضروريات الحياة بسبب القيود الاقتصادية التي فرضتها عليهم إسرائيل والولايات المتحدة لأن 42 في المائة صوتوا لمرشحي حماس في انتخابات هذا العام. لا يمكن دفع رواتب المدرسين والممرضات ورجال الشرطة ورجال الإطفاء وغيرهم من الموظفين، وقد أفادت الأمم المتحدة بأن الإمدادات الغذائية في غزة تعادل تلك الموجودة بين أفقر العائلات في إفريقيا جنوب الصحراء، حيث يعيش نصف العائلات على وجبة واحدة في اليوم
- محمود عباس، أولاً كرئيس للوزراء والآن كرئيس السلطة الوطنية الفلسطينية وزعيم منظمة التحرير الفلسطينية، سعى للتفاوض مع إسرائيل لما يقرب من ست سنوات، دون نجاح. قادة حماس يدعمون هذه المفاوضات، ويتعهدون بقبول النتائج إذا وافق عليها استفتاء فلسطيني.
- قرارات الأمم المتحدة، اتفاقيات كامب ديفيد لعام 1978، اتفاقية أوسلو لعام 1993، السياسة الرسمية للولايات المتحدة، وخارطة الطريق الدولية للسلام كلها تستند إلى فرضية أن انسحاب إسرائيل من الأراضي المحتلة. كما يجب على الفلسطينيين قبول نفس الالتزام الذي قطعته الدول العربية الـ 23 في عام 2002: الاعتراف بحق إسرائيل في العيش بسلام داخل حدودها القانونية. هذان هما مفتاحا السلام[10][11]

## رد الفعل النقدي والتعليقات
كانت الاستجابة الانتقادية للكتاب وقت نشره مختلطةً. ووفقًا لجولي بوسمان، فإن الانتقادات الموجهة للكتاب «تصاعدت إلى ضجة واسعة النطاق» ركز الكثير منها على استخدام كارتر لكلمة «فصل عنصري» في العنوان الفرعي. بعض النقاد، بمن فيهم العديد من قادة الحزب الديمقراطي والمنظمات اليهودية الأمريكية، فسروا العنوان الفرعي على أنه ادعاء بالفصل العنصري الإسرائيلي، الذي يعتقدون أنه تحريضي ولا أساس له من الصحة. قال توني كارون ‏، كبير المحررين في مجلة تايم والناشط السابق المناهض للفصل العنصري في حزب المؤتمر الوطني الأفريقي : «كان على جيمي كارتر أن يكتب هذا الكتاب على وجه التحديد لأن حياة الفلسطينيين وتاريخهم لا تُمنح نفس القيمة في الخطاب الأمريكي، بعيدًا عن ذلك. واستخدامه لكلمة فصل عنصري ليس صحيحًا من الناحية الأخلاقية فحسب ؛ إنه ضروري، لأنه يزعزع الذهول الأخلاقي الذي يسمح للعديد من الليبراليين بتبرير الرعب الطاحن اليومي الذي يُلحق بالفلسطينيين في الضفة الغربية وغزة». كتب الرئيس السابق بيل كلينتون رسالة موجزة إلى رئيس اللجنة اليهودية الأمريكية، يشكره فيها على المقالات التي تنتقد الكتاب، مشيرًا إلى موافقته على محاولات دينيس روس "تصحيح... اقتراح كامب ديفيد للسلام 2000".
يدعي النقاد أن كارتر تجاوز الخط إلى معاداة السامية. اتهم أبراهام فوكسمان [الإنجليزية]، المدير الوطني لرابطة مكافحة التشهير، كارتر في البداية بـ «الانخراط في معاداة السامية» في الكتاب ؛ أخبر فوكسمان جيمس تروب [الإنجليزية] لاحقًا أنه لن يسمي الرئيس السابق نفسه «معادًا للسامية» أو «متعصبًا». كما أكد إيثان برونر أن «المبالغة في تقدير» كارتر في الكتاب «بالكاد تضيف إلى معاداة السامية».
أشاد بعض الصحفيين والأكاديميين بكارتر لما يعتقدون أنه يتحدث بصدق عن الصراع الإسرائيلي الفلسطيني في بيئة إعلامية وصفت بأنها معادية لمعارضى السياسات الإسرائيلية. جادل بعض السياسيين الإسرائيليين ذوي الميول اليسارية مثل يوسي بيلين وشولاميت ألوني بأن نقد كارتر للسياسة الإسرائيلية في الأراضي الفلسطينية يعكس نقد العديد من الإسرائيليين أنفسهم.

## رد كارتر على نقد الكتاب
رد كارتر على المراجعات السلبية في وسائل الإعلام الإخبارية [الإنجليزية] الرئيسة في مقال رأي نُشر في صحيفة لوس أنجلوس تايمز (والذي اقتبس في صحيفة الغارديان وأماكن أخرى):
كتب ممثلو المنظمات اليهودية، الذين من غير المرجح أنهم زاروا الأراضي المحتلة، مراجعات الكتاب في وسائل الإعلام الرئيسة، وانتقادهم الأساسي هو أن الكتاب معاد لإسرائيل. وجه اثنان من أعضاء الكونغرس انتقادات علنية. رئيسة مجلس النواب القادمة نانسي بيلوسي، على سبيل المثال، أصدرت بيانًا (قبل نشر الكتاب) قالت فيه «إنه لا يتحدث باسم الحزب الديمقراطي عن إسرائيل». بعض المراجعات المنشورة على موقع أمازون وصفتني بـ «معاد للسامية»، والبعض الآخر يتهم الكتاب بـ «الأكاذيب» و«التشويهات». عارضه زميل سابق في مركز كارتر، ووصف آلان ديرشوفيتز عنوان الكتاب بأنه «غير لائق».
ومع ذلك، في العالم الحقيقي، كانت الاستجابة إيجابية للغاية. لقد وقعت كتبًا في خمسة متاجر، مع أكثر من 1 000 مشتري في كل موقع. لدي ملاحظة سلبية واحدة - أنه يجب محاكمتي بتهمة الخيانة - وقال أحد المتصلين على سي-سبان إنني معاد للسامية. كانت تجربتي الأكثر إثارة للقلق هي رفض عروضي للتحدث مجانًا عن الكتاب في حرم الجامعات ذات التسجيل اليهودي العالي والإجابة على أسئلة الطلاب والأساتذة. لقد شجعني المواطنون اليهود البارزون وأعضاء الكونغرس الذين شكروني بشكل خاص على تقديم الحقائق وبعض الأفكار الجديدة.

كما كتب «رسالة إلى المواطنين اليهود في أمريكا» يشرح فيها «استخدامه لمصطلح» الفصل العنصري«وتعاطفه مع الإسرائيليين الذين يخشون الإرهاب».
في تقرير حدّثته وكالة أسوشيتد برس بعد نشر «رسالة إلى المواطنين اليهود في أمريكا» لكارتر، لاحظ غريغ بلوستاين [الإنجليزية] أن كارتر رد بشكل عام على شكاوى من أخطاء الكتاب وعدم الدقة التي قدمها دينيس روس وألان ديرشوفيتز وكينيث شتاين ومركز سيمون فيزنثال وآخرون مشيرين إلى أن طاقم مركز كارتر ومراسل «متميز» لم يذكر اسمه، دققوا فيها. تشير راشيل زلكويتز إلى أنه، كما ورد في العديد من الروايات الإخبارية، «دافع كارتر باستمرار عن دقة كتابه ضد شتاين وغيره من النقاد». ردت السكرتيرة الصحفية لكارتر، ديانا كونغيليو، في بيان مُعد مسبقًا، «أن كارتر قد راجع كتابه للتأكد من دقته طوال عملية الكتابة» وأنه «مع جميع كتب الرئيس كارتر السابقة، ستُصحح أي أخطاء اكتشفت في طبعات لاحقة... » استجابة لطلب وكالة أسوشيتد برس للتعليق على استقالات شتاين و14 عضوًا آخر من مجلس المستشارين للمركز، متحدثًا نيابة عن كل من كارتر ومركز كارتر، قدمت كونغيليو بيانًا من مديرها التنفيذي، جون هاردمان، الذي وبحسب زيلكوفيتش، «تحقق من حقيقة فلسطين، قائلاً إن أعضاء هذا المجلس 'ليسوا منخرطين في تنفيذ عمل المركز'».

## البرامج العامة وغيرها المتعلقة بالكتاب
قال كارتر إن الجدل حول القضايا المتعلقة بإسرائيل مكتوم في وسائل الإعلام الأمريكية من خلال الضغط على جهود اللوبي المؤيد لإسرائيل : «كل [كثير من] القضايا الخلافية التي تتعلق بفلسطين ومسار السلام لإسرائيل تُناقش بشكل مكثف بين الإسرائيليين وفي جميع أنحاء الدول الأخرى - ولكن ليس في الولايات المتحدة... إن هذا التردد في انتقاد أي سياسات للحكومة الإسرائيلية هو بسبب جهود الضغط غير العادية التي تبذلها لجنة العمل السياسي الأمريكية الإسرائيلية [كذا] وغياب أي أصوات معاكسة ذات مغزى». وقد شدد على أنه يأمل من خلال النقاش أن يحفز هذا الكتاب ومن خلال خطاباته العامة وظهوره الإعلامي، فإنه يأمل في هدم «الجدار الذي لا يمكن اختراقه» الذي يمنع الشعب الأمريكي من رؤية محنة الفلسطينيين.

### زيارة جامعة برانديز
في أوائل ديسمبر 2006، دعت جامعة برانديز كارتر لزيارة الجامعة لمناقشة كتابه مع آلان ديرشوفيتز. رفض كارتر تلك الدعوة، موضحا: «لا أريد إجراء محادثة حتى بشكل غير مباشر مع ديرشوفيتز. لا داعي لأن أجادل شخصًا برأيي لا يعرف شيئًا عن الوضع في فلسطين». قال كارتر إن طلب مناقشة برانديز «دليل على أن الكثيرين في الولايات المتحدة غير مستعدين لسماع وجهة نظر بديلة حول أكثر قضايا السياسة الخارجية المحرمة في البلاد، الاحتلال الإسرائيلي للأراضي الفلسطينية»، مضيفًا: «لا يوجد نقاش في أمريكا حول أي شيء من شأنه أن ينتقد إسرائيل».
انتقد ديرشوفيتز رفض كارتر مناقشته، مؤكدًا: «إن رفض كارتر للمناقشة لم يكن غريباً للغاية لولا حقيقة أنه يدعي أنه كتب الكتاب على وجه التحديد من أجل بدء الجدل حول قضية عملية السلام الإسرائيلية الفلسطينية. إذا كان هذا صحيحًا حقًا، لكان كارتر سعيدًا لأن تتاح له الفرصة للمناقشة.»  وقد كتب لاحقًا في «القضية ضد أعداء إسرائيل» أن اتهام كارتر بجهله غير صحيح «لأننا ناقشنا زياراتي العديدة إلى السلطة الفلسطينية خلال حديثنا قبل أشهر فقط في هرتسليا».
في مقال نشرته صحيفة بوسطن غلوب بتاريخ 22 كانون الأول (ديسمبر) 2006، قالت باتريشيا جونستون إنها والعديد من الزملاء عرضوا تقديم ما يقارب 100 دولار لكل منهم لدفع تكاليف السفر والأمن التي قد تترتب على زيارة كارتر. «من هو آلان ديرشوفيتز؟» قالت جونستون. كارتر «هو الرئيس السابق للولايات المتحدة، الذي فعل الكثير لتعزيز قضية السلام في الشرق الأوسط وأماكن أخرى. إنها إهانة أن نقترح أنه يجب أن يدافع عن نفسه بهذه الطريقة». قالت إنها تصورت أن يلقي كارتر خطابًا تقليديًا ويأخذ أسئلة الجمهور.
في 26 كانون الأول (ديسمبر) 2006، ذكرت WCVB-TV (إحدى الشركات التابعة لشبكة أيه بي سي) أن «حوالي 100 طالب وعضو هيئة التدريس وخريج من جامعة برانديز قد وقعوا عريضة عبر الإنترنت لدفع الإدارة إلى إحضار الرئيس السابق كارتر إلى الحرم الجامعي لمناقشة كتابه الجديد عن فلسطين دون أن يطالب بمناقشته».
ذكرت صحيفة بوسطن غلوب أنه منذ أن كشفت في البداية «أن كارتر شعر بأنه غير مرحب به في حرم والثام الجامعي، تجادل الناس حول ما إذا كان غير راغب في الإجابة عن آرائه، أو ما إذا كان برانديز، التي أسسته الجالية اليهودية الأمريكية، لا يمكنه تحمل انتقاد اسرائيل. هذا الأخير هو رأي يأمل بعض الأساتذة أن يتمكنوا من تبديده بإحياء زيارة كارتر».
في 10 يناير 2007، أفيد أن كارتر سيناقش السلام في فلسطين لا الفصل العنصري في جامعة برانديز لكنه «لن يناقش الكتاب مع» ديرشوفيتز. أفاد مسؤولو برانديز أن كارتر سيكون «أول رئيس سابق يزور برانديز منذ أن ألقى هاري ترومان خطاب البدء في عام 1957.... قالت [المتحدثة باسم كارتر، ديانا] كونغيليو إنها ستكون أول زيارة لكارتر لجامعة لمناقشة الكتاب»، مؤكدة أيضًا أن «الرئيس لم يضع شروطًا وسيجيب على أكبر عدد ممكن من الأسئلة» ؛ يعتزم كارتر «التحدث عن حوالي 15 دقيقة ثم الإجابة على الأسئلة لمدة 45 دقيقة أثناء الزيارة».
الخطاب الذي أُلقي في 23 يناير 2007 كان «مغلقًا أمام الجمهور ومقتصرًا على أعضاء المجتمع الجامعي فقط»؛ ومع ذلك، قال ديرشوفيتز إنه لا يزال يخطط «للحضور واستجواب كارتر»: «سأكون أول شخص يرفع يدي لأطرح عليه سؤالاً»، تابع، «أضمن أنهم لن يمنعوني من الحضور.{»
في 18 يناير 2007 أفادت وسائل الإعلام عن إعلان برانديز أنه بينما لم يتمكن ديرشوفيتز من حضور خطاب كارتر، فإنه بعد انتهائه سيكون لديه مسرح «للدحض».
في اليوم التالي للخطاب (24 كانون الثاني 2007)، ذكرت صحيفة نيويورك تايمز عن البرنامج: «اختارت اللجنة التي دعت السيد كارتر الأسئلة، وكان من بين المستجوبين طالب إسرائيلي وطالب فلسطيني. بعد مغادرة السيد كارتر، تحدث السيد ديرشوفيتز في نفس صالة الألعاب الرياضية، قائلاً إن الرئيس السابق بالغ في تبسيط الموقف وأن خطابه التصالحي والمعقول في برانديز كذب كلماته في بعض المقابلات الأخرى». وفقًا لديفيد ويبر من إيه بي سي نيوز، قال كارتر «إنه تمسك بالكتاب وعنوانه، وأنه اعتذر عما أسماه جملة غير 'لائقة وغبية' في الكتاب [التي أقر بأنها تبرر الإرهاب على ما يبدو بالقول إن التفجيرات الانتحارية يجب أن تنتهي عندما تقبل إسرائيل أهداف خارطة الطريق للسلام مع الفلسطينيين والتي أمر ناشره بالفعل بإزالتها من طبعاتها المستقبلية، ] وأنه انزعج من الاتهامات بأنه معاد للسامية.... [كارتر]... اعترف... بأن «سلام فلسطين لا فصل عنصري» تسبب في «قلق كبير في المجتمع اليهودي»، لكنه أشار إلى أنه مع ذلك أثار النقاش.»  خلصت افتتاحية نشرت في صحيفة والثام بماساتشوستس، ديلي نيوز تريبيون [الإنجليزية] : «نجح كارتر في جلب نقاش مدني مثمر إلى برانديز». عُرضت مقتطفات مسجلة بالفيديو من زيارة كارتر إلى برانديز في العديد من البرامج الإخبارية الوطنية في الولايات المتحدة، مثل برنامج اليوم الصباحي لشبكة إن بي سي، إلى جانب مقابلات متابعة مع كارتر.
نتيجة للزيارة، أخبر المانحون الرئيسيون جامعة برانديز أنهم لن يقدموا لها أموالاً بعد الآن «انتقامًا»، وفقًا لستيوارت إيزنستات [الإنجليزية]، كبير مستشاري السياسة الداخلية والمدير التنفيذي لموظفي السياسة الداخلية بالبيت الأبيض خلال رئاسة كارتر والمسؤول الحالي. إداري برانديز، كما نُقل في الأسبوع اليهودي [الإنجليزية] في منتصف فبراير 2007.

### رجل من السهول: فيلم وثائقي طويل لجوناثان ديم
في عام 2007، أخرج جوناثان ديم فيلم رجل من السهول [الإنجليزية]، والذي «يتابع الرئيس السابق وهو يشارك في جولة كتاب عبر أمريكا لنشر كتابه الجديد،  فلسطين السلام لا الفصل العنصري».
 وفقًا لصحيفة بوسطن غلوب ديم، فقد صور كارتر لمدة ثلاثة أشهر «لتجميع لقطات لفيلم وثائقي عن كتاب الرئيس السابق وجهود كارتر لزيادة النقاش حول الصراع الإسرائيلي الفلسطيني». في حين أنها منحت وصول الكاميرا إلى أعضاء وسائل الإعلام الإخبارية لبثهم، رفضت جامعة برانديز طلب ديم لتصوير خطاب كارتر في يناير 2007 لنهاية الفيلم، مشيرة إلى اعتبارات لوجستية وقانونية. ظهر الفيلم لأول مرة في مهرجان تورونتو السينمائي الدولي في 10 سبتمبر 2007.

### محادثة مركز كارتر
في 22 فبراير 2007، شارك كارتر في «محادثة» حول '«سلام فلسطين لا فصل عنصري»' مع وزيرة الخارجية السابقة مادلين أولبرايت في مركز كارتر، أدارها مدير برنامج حل النزاعات ماثيو هودز. بِيع الحدث في أوائل يناير 2007. وقد بُث في نفس الوقت في قسم «الوسائط المتعددة» بمركز كارتر على الإنترنت، ويشتمل موقع الويب الخاص بالمركز الآن على رابط مباشر إلى «البث الشبكي المؤرشف».

### زيارة جامعة جورج واشنطن
في 8 مارس 2007 استضافت جامعة جورج واشنطن زيارة لكارتر ناقش خلالها كتابه. وفقًا للمراسلة بيث شوارتسابفيل في The فوروارد، سيطرت مجموعة من الطلاب اليهود بقيادة روبرت فيشمان، المدير التنفيذي للحرم الجامعي هيليل، على الميكروفونات، مما منع الطلاب الآخرين من طرح الأسئلة، أثناء طرح أسئلة تنتقد كارتر، أعدها وأرسلها ووزعها مقدمًا أعضاء هيئة التدريس والطلاب في جامعة إيموري عليهم كما لو كانت أسئلتهم الخاصة:
تضمنت الورقة الموزعة على الطلاب خمسة أسئلة. ومن بين القضايا التي أثيرت: رفض كارتر مناقشة الأستاذ بكلية الحقوق بجامعة هارفارد آلان ديرشوفيتز والمفاوض الأمريكي السابق في الشرق الأوسط دينيس روس. استمرار العنف الفلسطيني في غزة. تأكيد كارتر على أن إسرائيل لم تقبل اقتراح كلينتون للسلام؛ وعن كون تبرعات العائلة المالكة السعودية  [ك‍] تُفسر فشل مركز كارتر في انتقاد انتهاكات حقوق الإنسان في السعودية، وقرار كارتر استخدام كلمة «فصل عنصري» في عنوان كتابه. قال أحد الطلاب المشاركين في توزيع النشرة، أفيفا بيرمان، إن أربعة من الأسئلة الخمسة جاءت مباشرة من قائمة أعدتها ديبوراه ليبستدات ‏ وأساتذة آخرون في جامعة إيموري، قبل ظهور كارتر في حرم المدرسة في أتلانتا. قالت: «عندما أتى كارتر للتحدث في إيموري، اختلقوا هذه الأسئلة، لذا أرسلوها لي فقط».

 يستشهد شوارتسابفيل أيضًا «مقطع فيديو للحدث، نُشر على موقع جامعة جورج واشنطن على الويب، [والذي] يُظهر أن كارتر تلقى عدة تصفيقات حارة وامتدادات طويلة من التصفيق.»  ويتابع شوارتسابفيل: «لكن»، «وصفت إحدى القصص التي نشرتها وكالة أسوشيتيد برس مباشرة بعد الحدث الجمهور بأنه 'مهذب ولكنه ينتقد في الغالب»، مضيفًا:« قال جاك ستوكس، المتحدث باسم وكالة أسوشييتد برس، لصحيفة فوروارد أن وصف المقالة للجمهور»على أساس ملاحظة المراسل باري شويد ‏ للخطاب، بالإضافة إلى الأسئلة والأجوبة اللاحقة التي شارك فيها كارتر مع الطلاب. قصة أسوشيتد برس قائمة كما هي مكتوبة." 

يلاحظ شويد:
على الرغم من العاصفة التي أشعلتها، تمسك الرئيس السابق كارتر يوم الخميس باتهامه إسرائيل بقمع الفلسطينيين في الضفة الغربية وغزة وسعيها لاحتلال الأراضي. متحدثًا في جامعة جورج واشنطن أمام جمهور طلابي مهذب ولكن معظمهم ناقدين، لم يقدم كارتر أي أفكار ثانية حول كتابه «فلسطين: سلام لا فصل عنصري»... وقال إنه لم يتهم إسرائيل بالعنصرية ولا يشير إلى معاملتها للعرب داخل البلاد. وقال: «لقد عرّفت الفصل العنصري بعناية شديدة» على أنه «الفصل القسري من قبل شعب عن الآخر» على أرضهم.
تقارير شوارتسابفيل، مع ذلك:
زعم بريان هينيسي، نائب رئيس مؤسسة فينيتا ‏، التي تصنع فيلمًا وثائقيًا عن كارتر، لفوروارد أنه شاهد مدير هيليل في جامعة جورج واشنطن، روبرت فيشمان، والعديد من الطلاب اليهود يتآمرون للسيطرة على جلسة الأسئلة والأجوبة. وفقًا لهينيسي، وُزيعت نشرة تحتوي على أسئلة سلبية ثم انتزع الطلاب بشكل استراتيجي المقاعد الأقرب إلى الميكروفونات. قال هينيسي إنه سمع أشخاصًا في المجموعة يقولون إن الهدف من استراتيجيتهم هو التأكد من أن كارتر، الذي كتبه كتابه « فلسطين: سلام لا فصل عنصري»، لن يواجه سوى أسئلة صعبة. في النهاية، اتخذت معظم الأسئلة الثمانية التي طرحها كارتر في حدث 8 مارس مسلكًا مؤيدًا لإسرائيل في تحدي الرئيس السابق. قرأ أربعة من الطلاب أسئلتهم من الورقة الموزعة مسبقًا.
قال فيشمان لصحيفة فوروارد، إن شوارتسابفيل أفاد أيضًا: «هل تعرف كيف فعلنا ذلك، بصراحة؟... قلنا، دعونا نجلس بالقرب من الميكروفونات.» كان لدى كل منهم نسخة من الأسئلة، ثم وقفوا على الخط."  ومع ذلك، يُضيف: "أكدت هينيسي أن المناورة انتهت بالتأثير على التغطية الإعلامية للحدث. قال: «نجحت هذه المجموعة الصغيرة في التفوق في السيطرة على الميكروفونات وتمكنت من إعطاء بعض الصحفيين هذا الانطباع الخاطئ تمامًا عن شعور الطلاب تجاه كارتر»  في حين أن «هينيسي، الذي وصف كتاب كارتر بأنه ' شجاع جدًا'، أكد أن طلاب جامعة جورج واشنطن نجحوا في الوقوف ومنع أي شخص آخر من طرح سؤال»، يتابع شوارتسابفيل:
أصرت بيرمان على أنها وزملاؤها الطلاب المؤيدون لإسرائيل لم يرتكبوا أي خطأ. وقال إنه لم تكن مسؤولية مجموعته [فيشمان] «السماح للآخرين بطرح الأسئلة». «إذا كانوا يريدون الوصول إلى الميكروفون بشكل أسرع، فيمكنهم ذلك.» كما رفض فيشمان التأكيد على أن تكتيكات الطلاب كانت غير مناسبة.قال فيشمان: «لم يتم فعل شيء هناك لمنع أي شخص من طرح الأسئلة». «من المهم أنه عندما يكون لديك هذا العدد الكبير من الأشخاص في الغرفة الذين قد لا يكونون على دراية بالوضع الإسرائيلي الفلسطيني، فإن هؤلاء الأشخاص لديهم الفرصة أيضًا لسماع تلك المناطق المشكوك فيها في الكتاب.»وبهذا المعنى، قال فيشمان، فإن نهج مجموعته «هو ما يدور حوله الحوار».

### زيارة جامعة أيوا
مشيراً إلى أن «الرئيس السابق نادراً ما يتحدث عن كتابه في الجامعات. يقول إنه دُعي إلى أكثر من 100 حرم جامعي، لكنه زار خمسة فقط،»ذكرت كلير كيلر أنه خلال ظهوره العلني في جامعة أيوا، في آيوا سيتي، في 18 أبريل 2007،  قال كارتر، «أنا كتبت هذا الكتاب لوصف محنة الفلسطينيين ولأني مقتنع أننا بحاجة ماسة إلى نقاش حول أين نحن وإلى أين يجب أن نتجه، وكيف نحيي عملية السلام غير الموجودة في الشرق الأوسط»... [وذلك] يقول كارتر إن هدف الكتاب هو السلام الدائم لإسرائيل وجيرانها ؛ إنه شيء يقوله الرئيس السابق كرس حياته كلها من أجله.
كتب كيلر أن «العديد من الحاضرين يشيدون بجهوده» لكن «آخرين ينتقدون المؤلف، مدعين أن كتابه يحتوي على أخطاء واقعية وتحريفات. يقول أعضاء الجالية اليهودية المحلية إن الأمر ببساطة أحادي الجانب». تقتبس تالي أرياف من مركز الطلاب اليهود في هيليل في حرم جامعة آيوا، التي قالت: «أنا إسرائيلية بالطبع، لذا خدمت في الجيش، لذلك أشعر بالتدخل العاطفي، لكنني أشعر أن كل شخص، كل أمريكي، كل مفكر بحاجة إلى التفكير مرتين في رأي كارتر، لأنه ليس صحيحًا '...»  ومع ذلك، أضاف كيلر: «يدافع كارتر بإصرار عن دقة كتابه، قائلاً إنه كتب كل كلمة بنفسه».

### زيارة جامعة كاليفورنيا، ايرفين
في 3 مايو 2007، قدم كارتر محاضرة وشارك في مناقشة تتعلق بالكتاب بالاشتراك مع مركز دراسة الديمقراطية ونموذج الأمم المتحدة، بالاشتراك مع مركز بناء السلام للمواطنين، قسم العلوم السياسية، في جامعة كاليفورنيا (إرفاين). وفقًا لنص محاضرة كارتر، في الرد على سؤال حول ما إذا كان الصراع بين الجماعات الطلابية المؤيدة والمناهضة لإسرائيل يعيق فرص السلام، قال: «أعتقد أن مشاجرة أو نقاشًا أو أحيانًا حتى مواجهة غير مريحة في حرم جامعي في أمريكا خطوة جيدة في الاتجاه الصحيح. لكني أود أن أرى قادة هاتين المجموعتين يشكلون مجموعة مشتركة تستفيد من دعوتي للذهاب إلى فلسطين ومعرفة ما يحدث».

## ردود فعل دولية

### فرنسا
في 13 تموز (يوليو) 2022، قُدم اقتراح لإصدار قرار يدين «إضفاء الطابع المؤسسي على نظام الفصل العنصري الإسرائيلي ضد الشعب الفلسطيني» في الجمعية الوطنية الفرنسية. في المذكرة التفسيرية، استشهد الأعضاء البالغ عددهم 38 عضوا بكتاب جيمي كارتر، والذي «تجرأ على تضمين الكلمة في عنوانه».

## مؤلفات مرتبطة
- أبو نعمة علي. دولة واحدة: اقتراح جريء لإنهاء المأزق الإسرائيلي الفلسطيني. نيويورك: متروبوليتان بوكس، 2006.(ردمك 0-8050-8034-1)(ردمك 978-0-8050-8034-6)
- أبراهام فوكسمان [الإنجليزية]. تهديد معاداة السامية الجديدة. نيويورك: هاربر كولنز، 2003.(ردمك 0-06-054246-2)(ردمك 978-0-06-054246-7)
- كونر، ملفين. غير مستقر: أنثروبولوجيا اليهود. نيويورك: فايكينج بريس، 2003.(ردمك 0-670-03244-1)(ردمك 978-0-670-03244-0)
- روس، دينيس. السلام المفقود: القصة الداخلية للكفاح من أجل السلام في الشرق الأوسط. Rpt. إد. 2004 ؛ نيويورك: Farrar، Straus &amp; Giroux، 2005.(ردمك 0-374-52980-9)النظام القياسي الدولي لترقيم الكتب 0-374-52980-9 (10).(ردمك 978-0-374-52980-2، وردمك 978-0-374-52980-2)
- تروي، جيل. لماذا أنا صهيوني: إسرائيل والهوية اليهودية وتحديات اليوم. الطبعة الثالثة. 2001 ؛ مونتريال: مركز برونفمان للتعليم اليهودي، 2006.(ردمك 1-55234-648-X، وردمك 978-1-55234-648-8)

## روابط خارجية
- سؤال وجواب كارتر: مدونة أسئلة كارتر 3 التي استضافها أعضاء هيئة التدريس والطلاب بجامعة برانديز حول الكتاب وفقًا لزيارة جامعة برانديز التي قام بها جيمي كارتر. إجابات كارتر. يقدم أيضًا روابط لنص ملاحظات كارتر الافتتاحية والكتب والتغطية الإعلامية. (التسجيل مطلوب للمشاركة)
- فلسطين: سلام لا فصل عنصري  في قاعدة بيانات الأفلام على الإنترنت (بالإنجليزية). فيلم وثائقي لجوناثان ديم يركز على جولة كتاب جيمي كارتر عن "فلسطين: سلام لا فصل عنصري". 2007